# Ochyrocera formosa
Ochyrocera formosa là một loài nhện trong họ Ochyroceratidae. Loài này phân bố ở Guatemala.